# Grêmio Esportivo América
O Grêmio Esportivo América é um clube poliesportivo brasileiro, localizado em Tapera, Rio Grande do Sul, tendo sido fundado em 5 de janeiro de 1950.
No futebol, possui o Estádio Avelino Steffens, que possui capacidade de 2 200 lugares. No futsal, possui o Ginásio Poliesportivo de Tapera, que possui capacidade de 4. 00 lugares. Em 1996 e em 2013, conquistou o título da Série Prata do Estadual de Futsal.

## Títulos

### Torneios estaduais
- Campeonato Gaúcho de Amadores: 1962*.

* Série Amarela.

### Futebol de salão
- Campeonato Gaúcho - Série Prata: 1996 e 2013.
- Vice-Campeonato Gaúcho Série Prata: 2010 e 2011.
- Quarto colocado na Liga Gaúcha de Futsal de 2017.
- Quinto colocado na Liga Gaúcha de Futsal de 2018.